# Série mondiale 1947
Navigation
Édition précédente Édition suivante
La Série mondiale 1947 est la 44e série finale de la Ligue majeure de baseball. 
Elle se joue du 30 septembre au 6 octobre entre les Yankees de New York et les Brooklyn Dodgers.
Les Yankees remportent leur premier titre depuis 1943, le onzième de l'histoire de la franchise. La Série marque le début de l'âge d'or du baseball new-yorkais. Entre 1947 et 1957, les Indians de Cleveland seront la seule équipe non basée à New York à remporter la Série mondiale (en 1948). En outre, Yankees et Dodgers vont se rencontrer six fois en Série mondiale dans les neuf années suivantes.
C'est la première Série lors de laquelle un joueur afro-américain évolue: Jackie Robinson. C'est aussi la première retransmise à la télévision, bien que le rayon d'émission se limite à la ville de New York et de ses alentours.
Cette Série marque la fin de carrière de Bill Bevens, Cookie Lavagetto et Al Gionfriddo.

## Équipes en présence

### New York Yankees
Avec un bilan en saison régulière de 97-57 (V-D% de 0,630), les Yankees de New York sont champions de la ligue américaine, loin devant les Tigers de Detroit et les Red Sox de Boston. Paradoxalement, aucun joueur de l'équipe n'est en tête des classements statistiques. Joe DiMaggio est élu meilleur joueur de la ligue dans un vote polémique devant Ted Williams, pourtant vainqueur de la Triple couronne.
C'est la première fois depuis 1943 que les Yankees retrouvent ce niveau de compétition.

### Brooklyn Dodgers
Les Brooklyn Dodgers terminent la saison régulière avec un bilan de 94-60 (V-D% de 0,610) devançant les Cardinals de St-Louis et les Braves de Boston au classement. Ils sont champions de la ligue nationale.
Leur saison est marquée par les débuts du premier joueur afro-américain à évoluer en Ligue majeure: Jackie Robinson. Il mène la ligue en bases volées avec 29 et sera élu recrue de l'année.
Absent de la Série mondiale depuis 1941 et une défaite face aux Yankees, les Dodgers tentent de prendre leur revanche en 1947.

### Affrontements précédents
1941 est la seule année où les deux clubs s'affrontent en Série mondiale. Ce sont les Yankees de New York qui s'imposent, 4-1.

## Médias
L'événement est retransmis à la télévision par NBC (matchs 1 et 5), CBS, (matchs 3 et 4) et par DuMont (matchs 2, 6 et 7). Les commentateurs vedettes sont Bob Stanton et Bill Slater.
À la radio, c'est Mel Allen et Red Barber qui commentent pour Mutual.

## Déroulement de la série

### Calendrier des rencontres
La première équipe à remporter quatre parties sur les sept programmées est sacrée championne. 
| Match | Date         | Lieu           | Visiteur         | Hôte             | Score  | Affluence |
| ----- | ------------ | -------------- | ---------------- | ---------------- | ------ | --------- |
| 1     | 30 septembre | Yankee Stadium | Brooklyn Dodgers | New York Yankees | 3 - 5  | 73 365    |
| 2     | 1er octobre  | Yankee Stadium | Brooklyn Dodgers | New York Yankees | 3 - 10 | 69 865    |
| 3     | 2 octobre    | Ebbets Field   | New York Yankees | Brooklyn Dodgers | 8 - 9  | 33 098    |
| 4     | 3 octobre    | Ebbets Field   | New York Yankees | Brooklyn Dodgers | 2 - 3  | 33 443    |
| 5     | 4 octobre    | Ebbets Field   | New York Yankees | Brooklyn Dodgers | 2 - 1  | 34 379    |
| 6     | 5 octobre    | Yankee Stadium | Brooklyn Dodgers | Rangers du Texas | 8 - 6  | 74 065    |
| 7     | 6 octobre    | Yankee Stadium | Brooklyn Dodgers | New York Yankees | 2 - 5  | 71 548    |

### Match 1
Mardi 30 septembre 1947 au Yankee Stadium, Bronx, New York.
| Brooklyn Dodgers | 1 | 0 | 0 | 0 | 0 | 1 | 1 | 0 | 0 | 3 | 6 | 0 |
| New York Yankees | 0 | 0 | 0 | 0 | 5 | 0 | 0 | 0 | X | 5 | 4 | 0 |
| Lanceurs partants : BRO : Ralph Branca NYY : Spec Shea Vic. : Spec Shea (1-0) Déf. : Ralph Branca (0-1) Sauv. : Joe Page (1) |   |   |   |   |   |   |   |   |   |   |   |   |

### Match 2
Mercredi 1er octobre 1947 au Yankee Stadium, Bronx, New York.
| Brooklyn Dodgers | 0 | 0 | 1 | 1 | 0 | 0 | 0 | 0 | 1 | 3  | 9  | 2 |
| New York Yankees | 1 | 0 | 1 | 1 | 2 | 1 | 4 | 0 | X | 10 | 15 | 1 |
| Lanceurs partants : BRO : Vic Lombardi NYY : Allie Reynolds Vic. : Allie Reynolds (1-0) Déf. : Vic Lombardi (0-1) HRs : BRO : Dixie Walker (1) NYY : Tommy Henrich (1) |   |   |   |   |   |   |   |   |   |    |    |   |

### Match 3
Jeudi 2 octobre 1947 au Ebbets Field, Brooklyn, New York.
| New York Yankees | 0 | 0 | 2 | 2 | 2 | 1 | 1 | 0 | 0 | 8 | 13 | 0 |
| Brooklyn Dodgers | 0 | 6 | 1 | 2 | 0 | 0 | 0 | 0 | X | 9 | 13 | 1 |
| Lanceurs partants : NYY : Bobo Newsom BRO : Hugh Casey Vic. : Hugh Casey (1-0) Déf. : Bobo Newsom (0-1) HRs : NYY : Joe DiMaggio (1), Yogi Berra (1) |   |   |   |   |   |   |   |   |   |   |    |   |

Yogi Berra, frappeur de substitution pour Sherm Lollar en septième manche, devient le premier joueur à frapper un coup de circuit à cette position en Série mondiale.

### Match 4
Vendredi 3 octobre 1947 au Ebbets Field, Brooklyn, New York.
| New York Yankees                                                                                        | 1 | 0 | 0 | 1 | 0 | 0 | 0 | 0 | 0 | 2 | 8 | 1 |
| Brooklyn Dodgers                                                                                        | 0 | 0 | 0 | 0 | 1 | 0 | 0 | 0 | 2 | 3 | 1 | 3 |
| Lanceurs partants : NYY : Bill Bevens BRO : Hugh Casey Vic. : Hugh Casey (2-0) Déf. : Bill Bevens (0-1) |   |   |   |   |   |   |   |   |   |   |   |   |

Ce match entre dans l'histoire comme le match de "Cookie" (The Cookie Game). En neuvième manche, entré en substitution d'Eddie Stanky alors que son équipe perd 2-1 avec deux coureurs sur base, Al Gionfriddo et Eddie Miksis, Cookie Lavagetto frappe un coup sûr faisant gagner son équipe. Il fait perdre le match à Bill Bevens, pourtant auteur d'un match sans coup sûr pendant 8 manches deux tiers, ce qui n'était encore jamais arrivé dans l'histoire de la Série mondiale. 
Ce coup sûr est le dernier de Cookie Lavagetto qui prend sa retraite à l'issue de la Série.

### Match 5
Samedi 4 octobre 1947 au Ebbets Field, Brooklyn, New York.
| New York Yankees | 0 | 0 | 0 | 1 | 1 | 0 | 0 | 0 | 0 | 2 | 5 | 0 |
| Brooklyn Dodgers | 0 | 0 | 0 | 0 | 0 | 1 | 0 | 0 | 0 | 1 | 4 | 1 |
| Lanceurs partants : NYY : Spec Shea BRO : Rex Barney Vic. : Spec Shea (2-0) Déf. : Rex Barney (0-1) HRs : NYY : Joe DiMaggio (2) |   |   |   |   |   |   |   |   |   |   |   |   |

### Match 6
Dimanche 5 octobre 1947 au Yankee Stadium, Bronx, New York.
| Brooklyn Dodgers | 2 | 0 | 2 | 0 | 0 | 4 | 0 | 0 | 0 | 8 | 12 | 1 |
| New York Yankees | 0 | 0 | 4 | 1 | 0 | 0 | 0 | 0 | 1 | 6 | 15 | 2 |
| Lanceurs partants : BRO : Ralph Branca NYY : Joe Page Vic. : Ralph Branca (1-1) Déf. : Joe Page (0-1) Sauv. : Hugh Casey (1) |   |   |   |   |   |   |   |   |   |   |    |   |

Le match 6 de cette Série mondiale est témoin de l'un des attrapés de volée les plus spectaculaires et populaires de la Ligue majeure. 
En sixième manche, les Dodgers mènent 8-5. Al Gionfriddo remplace Eddie Miksis au champ gauche. Avec deux retraits et deux coureurs sur bases, Joe DiMaggio frappe une chandelle à la clôture rattrapée in-extremis par Al Gionfriddo, privant ainsi les Yankees de l'égalisation. 
La balle, tendue, ne laisse pas le temps au défenseur de lui tourner le dos, le forçant à "pédaler" en arrière, ce qui fera utilisé l'expression "back-back-back" à Red Barber, commentateur du match. 
Les Dodgers remportent le match et forcent la décision en septième match.
Al Gionfriddo termine sa carrière sur cet attrapé spectaculaire, ne prenant pas part à la dernière rencontre de la Série et partant en retraite à l'issue de la saison 1947.

### Match 7
Lundi 6 octobre 1947 au Yankee Stadium, Bronx, New York.
| Brooklyn Dodgers                                                                                | 0 | 2 | 0 | 0 | 0 | 0 | 0 | 0 | 0 | 2 | 7 | 0 |
| New York Yankees                                                                                | 0 | 1 | 0 | 2 | 0 | 1 | 1 | 0 | X | 5 | 7 | 0 |
| Lanceurs partants : BRO : Hal Gregg NYY : Joe Page Vic. : Joe Page (1-1) Déf. : Hal Gregg (0-1) |   |   |   |   |   |   |   |   |   |   |   |   |